# Jelizaveta Vjacseszlavovna Malasenko
Jelizaveta Vjacseszlavovna Malasenko (cirill betűkkel: Елизавета Вячеславовна Малашенко, Togliatti, 1996. február 26. –) világbajnoki bronzérmes orosz kézilabdázó, az Asztrahanocska játékosa.

## Pályafutása

### Klubcsapatokban
Pályafutását szülővárosának csapatában, a Lada Togliattiban kezdte. 2014-ben EHF-kupát nyert a csapattal, 2016-ban pedig bejutott a Kupagyőztesek Európa-kupája döntőjébe. 2017 nyarán szerződött az Asztrahanocskához.

### A válogatottban
2013-ban ezüstérmes volt az U17-es világbajnokságon és őt választották a torna legértékesebb játékosának (MVP). Utánpótlás szinten kétszer is második helyen zárt a junior világbajnokságon a korosztályos csapattal, és szintén ezüstérmet nyert a 2014-es nyári ifjúsági olimpián. Első felnőtt világversenye a 2016-os Európa-bajnokság volt, de a Románia elleni csoportmérkőzésen megsérült, így többször nem tudott pályára lépni a kontinenstornán. 2018-ban ezüstérmes volt az Európa-bajnokságon, 2019-ben pedig bronzérmes a világbajnokságon.

## Sikerei, díjai
Lada Togliatti
- EHF-kupa-győztes: 2014
- Kupagyőztesek Európa-kupája-döntős: 2016